# Lac Fwa
Le lac Fwa ou lac M'Fwa, est un lac de la République démocratique du Congo situé dans la province du Kasaï-Central, à la frontière du Kasaï-Oriental, sur le territoire de Dimbelenge à 140 km, à l’Est de la ville de Kananga, au nord-ouest de la ville de Mbujimayi. Il se situe à 41 kilomètres du lac Munkamba. Le Lac Fwa est une expansion lacustre de la rivière M'Fwa qui se jette dans la Lubi et il est assimilé à un lac du fait de l'expansion des eaux.
Sa longueur est d'environ 1 500 mètres, sa largeur de 200 mètres, sa profondeur moyenne est de 30 mètres. À l'époque coloniale il était réputé dangereux pour les baigneurs du fait de la bilharziose.
Ce lac est d’une clarté de cristal. L’eau est bleue, par endroit verte. Ce jeu de couleurs est dû à la présence, dans le fond du lac, de pierres et de sable. Le lac Fwa est de petite taille mais c'est un des plus beaux lacs du Congo.